# Comacchio
Comacchio är en ort och kommun i provinsen Ferrara i regionen Emilia-Romagna i Italien. Kommunen hade 22 114 invånare (2018).